# 방순
방순(方恂 또는 方旬)은 고려의 문신, 정치인이다. 본관은 온양(溫陽), 호는 만송당(晩松堂), 초명은 방득주(方得珠)이다.
온양 방씨 중시조 온수군(溫水君) 방운(方雲)의 15대손이며, 할아버지는 고려 충렬왕 때 대제학(大提學)을 역임한 방서(方曙)이고, 아버지는 직학사 방언휘(方彦暉)이다.
고려 공민왕(恭愍王) 11년(1362년) 문과에 급제하여 좌랑(佐郞), 대언, 중서사인(中書舍人), 판전교시사(判典校侍事), 참의(參議), 좨주(祭酒), 관찰사(觀察使) 등을 역임하였고, 조선이 건국되자 예조참의에 임명되었으나, 동료인 이집(李集)과 더불어 경기도 광주(廣州)의 숯골에 은둔하며 고려에 대한 충절을 지켰다.
부인은 조선 개국공신 윤호(尹虎)의 장녀인 파평 윤씨이고, 사위는 조선의 개국공신이자 영의정인 남재(南在)의 장남 남경문(南景文)이다. 손자는 승정원 좌승지 방강(方綱), 외손자는 좌의정 남지(南智)와 남간, 남휘(南暉)이며, 외손자 며느리는 조선 3대왕 태종의 넷째 딸 정선공주(貞善公主)이다. 방순의 묘는 경기도 성남시 수정구 인하병원 자리에 부인 파평 윤씨와 합장되었다가 성남시 개발로 1969년 이장되었다.

## 가족
- 조부 : 방서(方曙)
  - 부 : 방언휘(方彦暉)
  - 처부 : 윤호(尹虎) - 조선 개국공신
    - 부인 : 파평 윤씨 - 윤호(尹虎)의 장녀[5]
      - 아들 : 방운실(方芸實) 일휘 용(龍) 초휘 태응(台應), 호 신오당(愼語堂) 개국원종공신
      - 며느리 : 남양 홍씨(南陽 洪氏)
        - 손자 : 방강(方綱) - 승정원 좌승지, 성균관전적(成均館典籍)

      - 아들 : 유(維) 불사(不仕)
      - 아들 : 방희우(方希右)
        - 손자 : 방천(方天) - 개국원종공신
        - 손자 : 방용(方龍) - 개국원종공신
        - 손자 : 방언(方彦) - 개국원종공신

      - 아들 : 방유량(方有良)
        - 손자 : 방재(方載)
        - 손자 : 방택(方澤) - 개국원종공신
        - 손자 : 방숙(方淑) - 군수
        - 손자 : 방심(方深) - 첨정

      - 딸 : 숙녕택주(淑寧宅主) 온양 방씨(溫陽 方氏)
      - 사위 : 남경문(南景文) - 조선 개국공신, 영의정 남재(南在)의 장남
        - 외손자 : 남지(南智) - 좌의정
        - 외손자 : 남간(南簡) - 직제학
        - 외손자 : 남휘(南暉) - 조선 태종의 넷째 딸 정선공주(貞善公主)와 혼인

  - 처부 : 이달충(李達衷)
    - 후배 : 경주 이씨(慶州李氏)

## 일화
방순(方旬)은 고려 우왕 때 좨주(祭酒)를 역임하였다. 좨주(祭酒)는 고려와 조선 초기까지 국자감(國子監)ㆍ성균감(成均監)ㆍ성균관(成均館)에 두었던 종3품의 관직명이다. 고려 우왕 때 좨주(祭酒) 방순(方旬)과 개성소윤(開城小尹) 한흥수(韓興壽)가 삼사좌윤(三司左尹) 김정휘(金鼎暉)를 순위부에 고발하여 국문(鞫問)하고 유배 보낸 사건이 있었다.

## 참고 문헌
- 『약천집(藥泉集)』 제24권
- 『목은집(牧隱集)』 제18권 (목은 이색)
- 『온양방씨족보』
- 『의령남씨족보』
- 『파평윤씨족보』
- 『전주이씨족보』
- 『조선왕조실록』
- 성남시사편찬위원회, 『성남시사』 (성남시사편찬위원회, 1993)
- 남한산성을 사랑하는 모임, 『광주, 성남지역의 지명자료집』 (남한산성을 사랑하는 모임, 1998)
- 한국인의 족보편찬위원회, 『한국인의 족보』 (한국인의 족보편찬위원회, 일신각, 1999)
- 장삼현, 「성남의 세거성씨(世居姓氏)와 인물고(人物考) -분묘(墳墓)를 중심으로」 (『성남문화연구』창간호, 성남향토문화연구소, 1994)
- 문수진, 「성남시의 집성촌(集姓村) 연구」 (『성남문화연구』제8호, 성남향토문화연구소, 2001)